# Хейберг, Йохан Людвиг (писатель)
Йохан Людвиг Хейберг (в некоторых источниках Иоганн Людвиг Гейберг, дат. Johan Ludvig Heiberg, 14 декабря 1791, Копенгаген — 25 августа 1860, Боннеруп, близ Рингстеда) — датский поэт, драматург и критик, руководитель Королевского театра в 1849—1856 годах, создатель датского национального водевиля. Муж датской актрисы Йоханны Луизы Хейберг.

## Биография
Родился в семье датского писателя Петра Андреаса Гейберга. Детство провёл в Париже, куда его отец был сослан в 1800 году.
Согласно энциклопедическому словарю Брокгауза и Ефрона, именно в Париже Хейбергу пришла идея воскресить в форме водевиля совсем было забытый (со времён Хольберга) жанр датской бытовой комедии. При этом водевиль Хейберга от своего французского происхождения сохранил лишь название, сделавшись вполне национальным датским по духу, по обрисовке характеров и положений. Музыкальный элемент возвысился в нём до значения драматической музыки. Последнему немало способствовало то, что Хейберг сам обладал недюжинным музыкальным талантом и образованием.
В 1825 году на сцене появился первый водевиль Хейберга, в котором он выразил ироническое отношение к действительности — «Kong Salomon og Jörgen Hattemager» (Царь Соломон и Йорген-шапочник). Постановка имела такой огромный успех, что Хейберг решился оставить чтение лекций по датской литературе и мифологии в Кильском университете и посвятить себя всецело литературе.
Последующие водевили Хейберга — «Recensenten og Dyret», «Et Eventyr i Rosenborg Have», «Aprilsnarrene eller Intrigen i Skolen» и др. — упрочили его славу.
В 1828 году появилось его лучшее драматическое произведение — «Elverhöj» («Лесной холм» или «Холм эльфов»), написанное на сказочный сюжет, которое благодаря своим поэтическим достоинствам и музыке композитора Кулау сделалось «национальной пьесой» датчан.
Кроме того, из его произведений известны: «Датчане в Париже» (1833), «Первоапрельские дурачки» (1826), «Эльфы» (1835), «Фата Моргана» (1838), «Душа после смерти» (1841).
Кроме драматических произведений, Хейберг писал стихотворения (изданы в 1841 году «Nye Digte»), из которых особенно выдается сатира «En Sjael efter Döden», и песни, которые Хейберг сам перекладывал на музыку.
Большую известность заслужил Хейберг и как издатель лучшего датского литературного журнала «Flyvende Post» («Летучая почта»), в котором печатались Ханс Кристиан Андерсен и Карл Баггер, а также как тонкий и художественно образованный критик.
Немало пользы искусству принес Хейберг и в должности директора Копенгагенского королевского театра, которую он занимал с 1849 по 1856 год.

## Сочинения
- Samlede skrifter, bd 1‒2, Kbh., 1861‒62
- Poetiske skrifter, bd 1‒3, Kbh., 1931‒32.